# Język tobelo
Język tobelo – język zachodniopapuaski używany w prowincji Moluki Północne w Indonezji, m.in. na wyspie Halmahera i w północnej części Morotai. Według danych z 2000 roku posługuje się nim ok. 30 tys. osób, członków grupy etnicznej Tobelo.
Należy do grupy języków północnohalmaherskich (peryferyjna rodzina języków papuaskich) i jest jednym z najbardziej znaczących języków tej rodziny (pod względem zasięgu geograficznego). Pośród języków regionu wyróżnia się konserwatywnym profilem typologii. Podobnie jak pozostałe papuaskie języki Halmahery został opisany w pracach niderlandzkich misjonarzy; dodatkowo istnieje nowsze anglojęzyczne opracowanie z 2003 r.
Nie jest krytycznie zagrożony wymarciem. Na obszarach wiejskich wciąż służy jako pierwszy język, a niekiedy bywa poznawany przez inne grupy etniczne (w regionie powszechna jest wielojęzyczność). Odnotowano jednak, że w mieście Tobelo coraz większą rolę odgrywa lokalny malajski. Wśród osób z ludu Togutil język tobelo jest dominującym (bądź wręcz jedynym) środkiem komunikacji.

## Historia i użycie
Jest to najbardziej rozprzestrzeniony język spośród etnolektów północno-wschodniej Halmahery. Społeczności migranckie Tobelo osiedliły się w różnych zakątkach prowincji (w innych regionach Halmahery oraz na wyspach Morotai, Bacan i Obi), a także na wyspach Raja Ampat, na zachód od półwyspu Ptasia Głowa. Nie jest jasne, czy wszystkie z nich zachowują pełną znajomość języka tobelo. Osoby z grupy etnicznej Sawai często posługują się także tobelo.
Według danych opracowania z 2003 r. pozostaje w szerokim użyciu na obszarach wiejskich, gdzie służy do komunikacji w sferach życia codziennego (jest przyswajany jako pierwszy język). W mieście Tobelo jego użytkowników spotyka się rzadziej, a rolę dominujących środków komunikacji przejmują malajski Moluków Północnych i język indonezyjski. Wynika to z dużego napływu ludności z pozostałych części prowincji i oddalonych geograficznie regionów Indonezji. Nasiliło się też oddziaływanie transmisji medialnych, które szerzą język narodowy. Nowsze doniesienia sugerują, że na wyspie Morotai tobelo zaczął być wypierany przez język galela. W latach 80. XX w. zaobserwowano, że nie jest wykorzystywany w utworach literackich (gdzie preferowane są języki galela i ternate).
Wczesne prace dokumentacyjne nad językiem tobelo przeprowadzili misjonarze, którzy sporządzili opis jego gramatyki oraz słownik (1908, 1936), poświęcając uwagę dialektowi heleworuru. Wydano także zbiór baśni ludowych oraz literaturę religijną. W języku indonezyjskim powstało opracowanie Struktur bahasa Tobelo (1986) .
Ma słabo wykształcone piśmiennictwo na bazie alfabetu łacińskiego. Teksty drukowane ograniczają się do pewnej grupy publikacji religijnych.

## Klasyfikacja i cechy
Należy do rodziny papuaskich języków Halmahery (North Halmahera, NH). Jest blisko spokrewniony z takimi językami jak galela, tabaru i loloda, a dalsze związki łączą go z sahu i ternate-tidore. 
C.L. Voorhoeve (1988) klasyfikuje języki tobelo, galela oraz pozostałych przedstawicieli grupy galela-loloda (Ethnologue) jako dialekty jednego języka „północno-wschodniohalmaherskiego” (North-east Halmaheran), na podstawie wyników analizy leksykostatystycznej . Pomiędzy niektórymi z tych języków występuje pewien stopień wzajemnej zrozumiałości, ale ze względu na częstą wielojęzyczność trudno jednoznacznie ocenić charakter ich podobieństw. Osoby z ludu Tobelo są w stanie zrozumieć sąsiedni język galela, aczkolwiek nie bez przeszkód. G. Holton (2003) uważa, że najlepiej uznać tobelo za odrębny język; jest to również zgodne z odczuciami samych użytkowników.
Jest dość rozdrobniony dialektalnie (lokalnie zakłada się, że każda wieś ma swoje własne cechy językowe), przy czym wszystkie odmiany tobelo są wzajemnie zrozumiałe. Zróżnicowanie wewnętrzne dotyczy m.in. leksyki i aspektów fonologii. Wyróżnia się sześć dialektów: heleworuru, boeng, dodinga, dialekt jeziora Paca (Talaga Paca), kukumutuk i popon. W literaturze opisano przede wszystkim dialekt heleworuru. Trzy ostatnie to dialekty grup Togutil. Być może powinny być klasyfikowane oddzielnie, lecz dostępne dane są silnie ograniczone. Powiązania językowe grup Togutil (które jeszcze w latach 80. XX wieku opierały się wpływom zewnętrznej cywilizacji) nie zostały bliżej określone. Według Ethnologue (wyd. 18) ich język nie jest dobrze wzajemnie zrozumiały z tobelo, Glottolog (4.6) również rozpatruje go odrębnie. C.L. Voorhoeve (1983, 1988) twierdzi, że chodzi o warianty tobelo; podobnie H.S. Martodirjo (1984) uznaje tobelo za język ojczysty Togutil.
W 1986 r. zaproponowano podział na dwie odmiany: tobelo pantai (odmiana nadbrzeżna, która wchodzi w kontakt z innymi językami) i tobelo asli (odmiana używana w głębi wyspy). W latach 80. XX w. stwierdzono, że tobelo został poddany zarówno wpływom języka narodowego, jak i wpływom sąsiednich języków galela i kao.
Pod względem typologii ma charakter wysoce konserwatywny. Zachował szereg archaicznych cech, które zanikły w niektórych spokrewnionych językach regionu (szyk zdania SOV, rozbudowana morfologia czasownika – wyrażanie podmiotu i dopełnienia przy użyciu przedrostków, zachowawczy typ konstrukcji statycznych, obecność poimków). Niemniej wciąż wykazuje pewne cechy języków austronezyjskich (rozróżnienie inclusivus-exclusivus, obecność pojedynczego przyimka, złożony system orientacji przestrzennej), jako że obie rodziny znajdują się w strefie kontaktów. W tobelo występuje wiele zapożyczeń z lokalnego malajskiego. Sam również stał się źródłem pożyczek (np. dla języka sawai).

## System dźwiękowy
Spółgłoski
|                    | dwuwargowe | przedniojęzykowo-dziąsłowe | podniebienne | miękkopodniebienne | krtaniowe |
| ------------------ | ---------- | -------------------------- | ------------ | ------------------ | --------- |
| zwarte             | p b        | t d                        |              | k ɡ                |           |
| szczelinowe        | (f)        |                            | ɕ            |                    | h         |
| zwarto-szczelinowe |            |                            | (tʃ) dʒ      |                    |           |
| nosowe             | m          | n                          | ɲ            | ŋ                  |           |
| boczne             |            | l                          | ʎ            |                    |           |
| rotyczne           |            | r                          |              |                    |           |
| aproksymanty       | w          |                            | (j)          |                    |           |

Dźwięki otoczone nawiasami występują tylko w wyrazach zapożyczonych lub w innych dialektach.
Samogłoski
|             |             | przednie | centralne | tylne |
| ----------- | ----------- | -------- | --------- | ----- |
| przymknięte | przymknięte | i        |           | u     |
| średnie     | średnie     | e~ɛ      |           | o     |
| otwarte     | otwarte     |          | a         |       |

Samogłoski średnie przednie wahają się w przedziale: /e/ ~ /ɛ/.

## Słownictwo
Porównanie przykładowego słownictwa w językach północnohalmaherskich (Wada 1980 ↓, s. 510–524):
| polski     | indonezyjski | tobelo   | galela    | loloda    | ternate  |
| ---------- | ------------ | -------- | --------- | --------- | -------- |
| bać się    | takut        | modongo  | modo      | modongo   | kolofino |
| co         | apa          | okia     | okia      | okia      | koa      |
| człowiek   | orang        | nyawa    | nyawa     | nyawa     | mancía   |
| duży       | besar        | amoko    | lamo      | lamoko    | lamo     |
| imię       | nama         | romanga  | ronga     | romanga   | ronga    |
| jeść       | makan        | oŷomo    | oḋo       | ojomo     | oho      |
| kobieta    | perempuan    | ngoheka  | ngopedeka | ngowejeka | foheka   |
| mały       | kecil        | eteki    | ece       | ceceke    | ici      |
| mężczyzna  | laki-laki    | nauru    | yanau     | nauru     | nonau    |
| nos        | hidung       | ngunungu | ngunu     | ngunungu  | ngun     |
| pies       | anjing       | kaho     | kaso      | kaso      | kaso     |
| pięć       | lima         | motoa    | motoha    | motoa     | romtoha  |
| siedem     | tujuh        | tumidi   | tumudingi | tumudingi | tumdí    |
| ucho       | telinga      | ngauku   | ngau      | ngauku    | ngau     |
| włosy      | rambut       | utu      | hutu      | utu       | hutu     |
| wypowiadać | sebut        | temo     | temo      | temo      | waje     |

W tobelo zachowała się warstwa pożyczek słownikowych z języka ternate.